# مارتن والش
مارتن والش (بالإنجليزية: Martin Walsh)‏ هو ضابط شرطة أيرلندي، ولد في 1945.